# Sun King
«Sun King» es una canción del grupo británico The Beatles compuesta principalmente por John Lennon pero acreditada a Lennon/McCartney. Apareció por primera vez en el álbum Abbey Road publicado en 1969.
Originalmente el título iba a ser "Here Comes the Sun King", pero se redujo a "Sun King" para evitar la confusión con la canción "Here Comes the Sun".

## Antecedentes
Paul McCartney dijo que una de las expresiones que se pretendía incluir en la canción era "Los Paranoias", nombre que él y Lennon atribuían a The Beatles. Una versión de McCartney tocando con este nombre fue lanzado en Anthology 3.
En una entrevista en 1987, Harrison dijo que la grabación fue inspirada en la canción de Fleetwood Mac, "Albatross". "En ese momento, 'Albatross' había sido lanzada, lo que nos atraía en ella fue el sonido de la guitarra. Entonces dijimos: 'Vamos a hacer algo parecido a "Albatross".' En realidad nunca sonó como Fleetwood Mac ... pero ese fue el origen."

## Composición musical
Las letras con las que comienza la canción son las mismas que el título y el coro de "Here Comes the Sun", pero con la palabra "King" añadida después, y aunque George Harrison la escribió primero, "Sun King" fue escrita con ese nombre por John Lennon. Más tarde, la canción, en tono menor, con un órgano en el fondo, termina en una falsa lengua romance (una mezcla de inglés, italiano, español y portugués). La canción es una armonía en tres partes, cantada por Lennon, McCartney, y Harrison. Al final de la canción, la música se detiene bruscamente dando paso a la siguiente pista: "Mean Mr. Mustard". La falsa mezcla de lenguas románicas se produce en las tres últimas líneas de la canción. Al principio de la canción se puede oír un grillo, al igual que al final de You Never Give Me Your Money.

## Grabación
Bajo el título de "Here Comes The Sun King" (posteriormente reducida a "Sun King" debido a su similitud con "Here Comes The Sun"), The Beatles comenzaron a grabar "Sun King" junto con "Mean Mr. Mustard" como una sola pieza el 24 de julio de 1969.
Grabaron 35 tomas de la pista básica: Lennon tocó la guitarra rítmica y era la voz guía, McCartney tocó el bajo, Harrison la guitarra y Starr en la batería.
Al día siguiente el grupo sobrecopió el sonido de la voz, el piano y el órgano, este último interpretado por George Martin. Las dos canciones fueron terminadas el 29 de julio, con la incorporación de más voces, más partes del piano, órgano y percusión.

## Personal[4]
- John Lennon: multi-seguimiento de la voz principal, guitarra eléctrica con Leslie (Epiphone Casino) y maracas.
- Paul McCartney: coros, bajo (Fender Jazz Bass) y bucles de cinta.
- George Harrison: coros y guitarra eléctrica con trémolo (Fender Rosewood Telecaster).
- Ringo Starr: batería (Ludwig Hollywood Maple).
- George Martin: órgano Lowrey (Lowrey DSO Heritage Deluxe).